# Le Menuet lilliputien
Le Menuet lilliputien er en fransk stumfilm fra 1905 af Georges Méliès.